# Assíria pós-imperial
O período pós-imperial foi o estágio final da história da antiga Assíria, cobrindo a história do coração assírio desde a queda do Império Neoassírio em 609 a.C. até o saque final e destruição de Assur, antiga capital religiosa da Assíria, pelo Império Sassânida em c. 240 a.C. Não havia nenhum estado assírio independente durante esse período, com Assur e outras cidades assírias caindo sob o controle dos sucessivos impérios neobabilônico (612–539 a.C.), aquemênida (539–330 a.C.), selêucida (312–c. 141 a.C.) e parta (c. 141 a.C.–224 d.C.). O período foi marcado pela continuidade da antiga cultura, tradições e religião assírias, apesar da falta de um reino assírio. O antigo dialeto assírio da língua acádia foi extinto, no entanto, completamente substituído pelo aramaico no século V a.C.
Durante a queda da Assíria na conquista medo-babilônica do Império Assírio 626–609 a.C., o norte da Mesopotâmia foi amplamente saqueado e destruído pelas forças medas e babilônicas. Os reis babilônicos, que anexaram a maior parte, senão toda a Assíria, pouco se importaram com o desenvolvimento econômico ou social da região e, como tal, houve um declínio dramático na densidade populacional. Muitas das maiores cidades do período neoassírio, como Nínive, estavam desertas e outras, como Assur, diminuíram drasticamente em tamanho e população. A região só iniciou o processo de recuperação sob o domínio do Império Aquemênida. Após a conquista da Babilônia em 539 a.C., o rei aquemênida Ciro, o Grande devolveu a estátua de culto da divindade nacional assíria Assur para a cidade de Assur. A prática aquemênida de não interferir nas culturas locais e a organização das terras assírias em uma única província, Atura, permitiram que a cultura assíria perdurasse.
A Assíria foi amplamente reassentada durante os períodos selêucida e parta. Nos últimos dois séculos do domínio parta, a Assíria floresceu; as grandes cidades antigas, como Assur, Nínive e Ninrude foram reassentadas e ampliadas, antigas aldeias reconstruídas e novos assentamentos construídos. A densidade populacional da Assíria parta atingiu níveis nunca vistos desde o Império Neoassírio. Grande parte da Assíria não era governada diretamente pelos partas, mas por vários reinos vassalos, como o Reino de Hatra e Adiabena, que tinham alguma influência cultural assíria. Assur, nesta época com pelo menos dois terços do tamanho da cidade durante os tempos neoassírios, parece ter sido uma cidade-estado semiautônoma governada por uma sequência de senhores da cidade assírios que poderiam ter se visto como os sucessores dos antigos reis assírios. Esta era de ouro cultural assíria dos últimos dias chegou ao fim quando Artaxer I (r. 224–242), fundador do Império Sassânida, derrubou os partas e, durante suas campanhas contra eles, saqueou extensivamente a Assíria e suas cidades.

## Terminologia
Os séculos que se seguiram à queda do Império Neoassírio são caracterizados por uma distinta falta de fontes sobreviventes da Assíria. A evidência textual e arqueológica é tão escassa que o período é frequentemente chamado de "idade das trevas" ou simplesmente chamado de "pós-assírio". Como a Assíria continuou a ser vista por seus habitantes e por estrangeiros como uma entidade cultural e geográfica distinta e (embora nunca mais totalmente independente) às vezes continuou a ser administrada separadamente, os estudiosos modernos preferem o nome "pós-imperial" para o período.

## História

### domínio neobabilônico
A queda do Império Neoassírio após sua guerra final com os impérios neobabilônico e medo mudou dramaticamente a geopolítica do Antigo Oriente Próximo; a Babilônia experimentou um período de prosperidade e crescimento sem precedentes, as rotas comerciais foram redesenhadas e a organização econômica e o poder político de toda a região foram reestruturados. Há muito se discute se a Assíria, ou pelo menos suas porções mais ao norte ao longo das Montanhas de Tauro, caiu sob o controle dos medos ou dos babilônios, mas há evidências de que o exército babilônico operava no noroeste da Síria e nas porções do sul do reino do norte de Urartu sugere que o Império Neobabilônico anexou a maior parte, se não todo, do território central assírio.
Levantamentos arqueológicos do norte da Mesopotâmia mostraram consistentemente que houve uma diminuição dramática no tamanho e no número de locais habitados na Assíria durante o período neobabilônico, sugerindo um colapso social significativo na região. Evidências arqueológicas sugerem que as antigas capitais assírias, como Assur, Ninrude e Nínive, foram quase completamente abandonadas. Algumas cidades foram completamente destruídas pelos medos e babilônios na guerra; o nível de destruição e saque dos templos da Assíria é descrito com horror e remorso em algumas das crônicas babilônicas contemporâneas. O colapso da sociedade não reflete necessariamente uma enorme queda na população; é claro que a região se tornou menos rica e menos densamente povoada, mas também é claro que a Assíria não era totalmente desabitada, nem pobre em nenhum sentido real. Muitos assentamentos menores provavelmente foram abandonados devido à destruição da organização agrícola local ao longo das décadas de guerra e agitação. Muitos assírios provavelmente morreram na guerra com os medos e babilônios ou devido às suas consequências indiretas (ou seja, morrer de doença ou fome) e muitos provavelmente se mudaram da região, ou de onde foram deportados à força, para a Babilônia ou outro lugar. Grandes porções da população assíria restante podem ter se voltado para o nomadismo devido ao colapso dos assentamentos e da economia locais.
Embora os reis neobabilônicos mantivessem em grande parte a administração do Império Assírio e às vezes se baseava na retórica e nos símbolos assírios de legitimidade, particularmente no reinado de Nabonido (r. 556–539 a.C.), o último rei neobabilônico), eles também trabalharam às vezes para se distanciar dos reis assírios que os precederam e nunca assumiram o título 'rei da Assíria'. Ao longo do tempo dos impérios neobabilônico e aquemênida, a Assíria era uma região marginal e escassamente povoada, talvez principalmente devido ao interesse limitado dos reis neobabilônicos em investir recursos em seu desenvolvimento econômico e social. Indivíduos com nomes assírios são atestados em vários locais na Babilônia durante o Império Neobabilônico, incluindo Babilônia, Nipur, Uruque, Sipar, Dilbate e Borsipa. Os assírios em Uruque aparentemente continuaram a existir como uma comunidade até o reinado do rei aquemênida Cambises II (r. 530–522 a.C.) e estavam intimamente ligados a um culto local dedicado à divindade nacional assíria Assur.

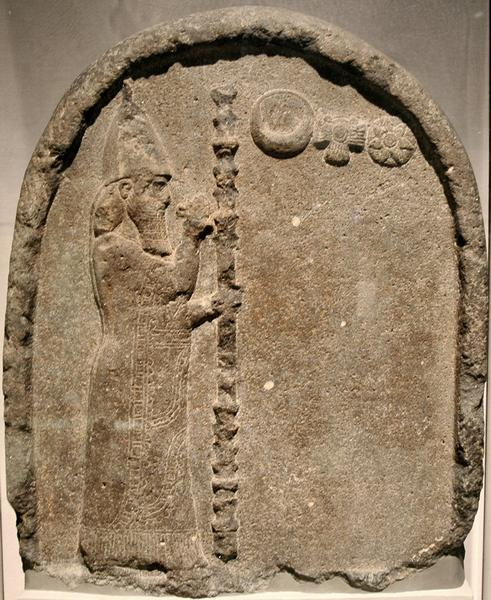
Estela do rei neobabilônico Nabonido, encontrado em Harã

Embora seja claro que a recuperação foi lenta e as evidências são escassas, houve pelo menos alguma continuidade nas estruturas administrativas e governamentais, mesmo dentro do próprio antigo coração assírio. Em algum momento após a queda de Nínive em 612 a.C., alguns dos rostos nos relevos de seus palácios foram destruídos, mas não há evidências de ocupação babilônica ou meda do local. Em Dur-Katlimmu, um dos maiores assentamentos ao longo do rio Cabur, um grande palácio assírio, apelidado de "Casa Vermelha" pelos arqueólogos, continuou a ser usado no período neobabilônico, com registros cuneiformes sendo escritos por pessoas com nomes assírios, em estilo assírio, embora datados dos reinados dos primeiros reis neobabilônicos. Dois textos neobabilônicos descobertos na cidade de Sipar, na Babilônia, atestam a existência de governadores nomeados pela realeza em Assur e Guzana, outro local assírio no norte. A estátua de culto do deus Assur, roubada da cidade de Assur durante seu saque em 614 a.C., nunca foi devolvida pelos babilônios e foi mantida no templo Esagila na Babilônia. Em alguns outros locais, o trabalho foi mais lento. Arbela é atestada como uma cidade próspera, mas apenas muito tarde no período neobabilônico, e não houve tentativas de reviver a cidade de Arrapa até o reinado de Neriglissar (r. 560–556 a.C.), que devolveu uma estátua de culto ao local. Harã foi revitalizada, com seu grande templo dedicado ao deus lunar Sim sendo reconstruído sob Nabonido. O fascínio de Nabonido por Harã e Sim levou pesquisadores modernos a especular que ele próprio, um usurpador genealogicamente desvinculado dos reis babilônicos anteriores, era de ascendência assíria e originário de Harã. Nabonido fez algum esforço para reviver os símbolos assírios, como usar um manto embrulhado em suas representações, ausentes nas de outros reis babilônicos, mas presentes na arte assíria. Alguns assiriólogos, como Stephen Herbert Langdon e Stephanie Dalley, também chegaram a sugerir que ele era um descendente da dinastia sargônida, a dinastia governante final da Assíria, como neto de Assaradão (r. 681–669 a.C.) ou Assurbanípal (r. 669–631 a.C.), embora isso seja contestado devido à falta de fortes evidências.

### Domínio aquemênida

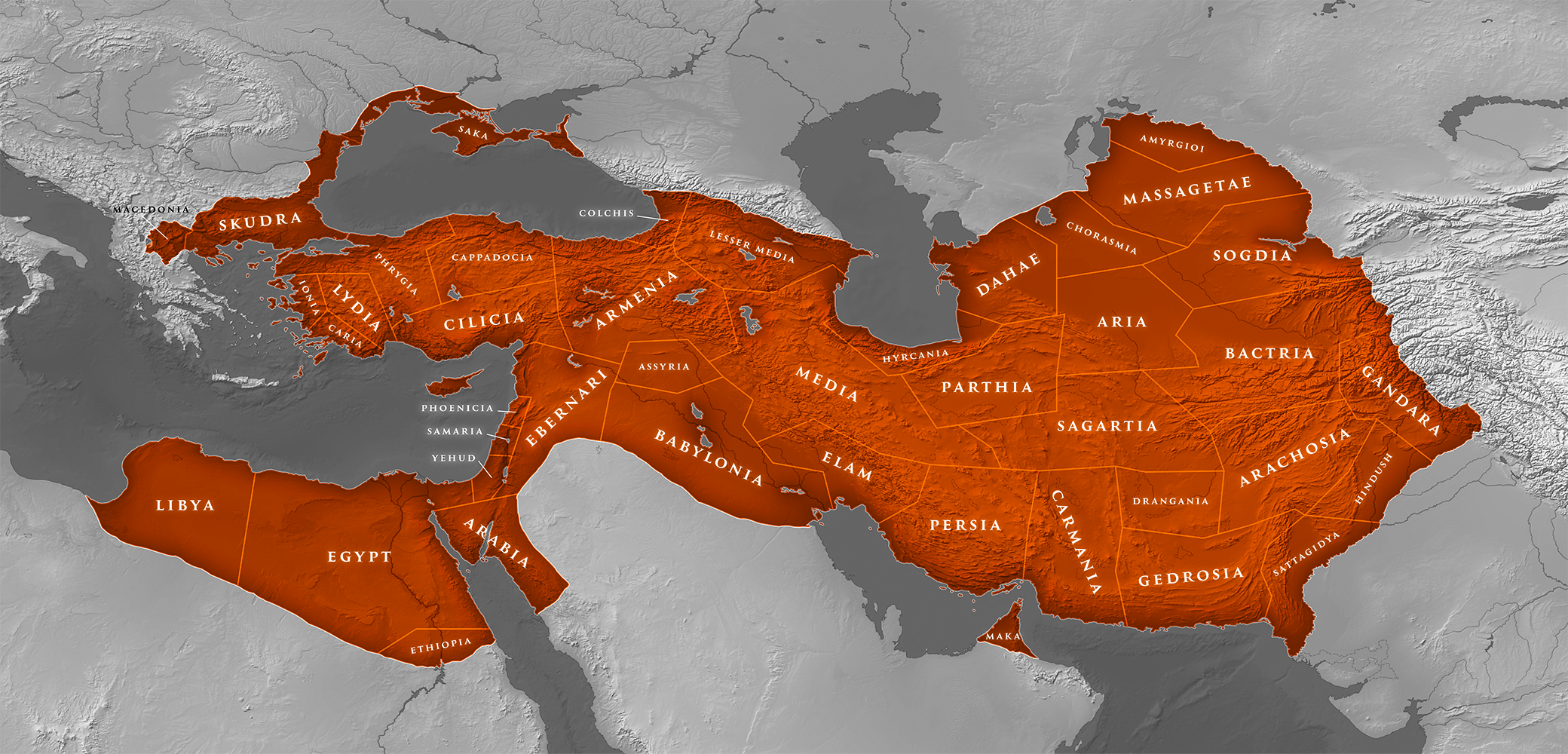
Mapa do Império Aquemênida sob Xerxes I em, incluindo a província da Assíria (Atura)

Os persas entraram no território assírio pela primeira vez em 547 a.C., quando o fundador do Império Aquemênida, Ciro, o Grande, atravessou o rio Tigre e marchou ao sul de Arbela enquanto fazia campanha contra os medos. A Assíria provavelmente ficou sob controle aquemênida no final de 539 a.C., pouco depois que Ciro conquistou a Babilônia em outubro. Sob os aquemênidas, a maior parte da Assíria foi organizada na província Atura (Aθūrā), mas parte foram incorporadas à satrapia da Média (Mada). A organização da maior parte da Assíria na única unidade administrativa Atura efetivamente manteve a região no mapa como uma entidade política distinta ao longo do tempo do governo aquemênida. Nas inscrições aquemênidas nas tumbas reais dos reis, Atura é constantemente mencionada como uma das províncias do império, próxima, mas distinta da Babilônia. Alguns dos túmulos aquemênidas retratam os assírios como um dos grupos étnicos do império, ao lado dos outros. Os reis aquemênidas interferiam pouco nos assuntos internos de suas províncias individuais, desde que os tributos e impostos fossem continuamente fornecidos, o que permitiu que a cultura e os costumes assírios sobrevivessem sob o domínio persa. Após a conquista aquemênida, os habitantes de Assur até receberam a permissão de Ciro, o Grande para finalmente reconstruir o antigo templo da cidade dedicado ao deus Assur e Ciro até devolveu a estátua de culto do deus Assur da Babilônia. As estátuas de culto também podem ter sido devolvidas a Nínive, embora a inscrição relevante esteja danificada e possa se referir a outra cidade. Assim como durante o Império Neoassírio, a língua franca do Império Aquemênida era o aramaico. Por esta altura, a escrita aramaica era muitas vezes referida como a "escrita assíria".

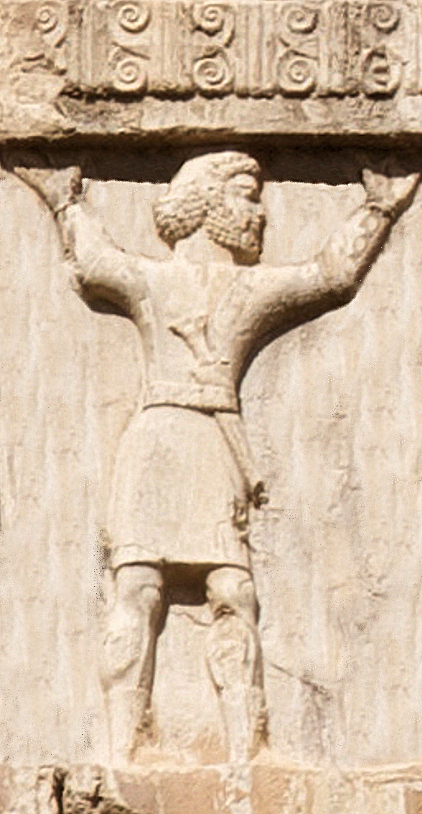
Representação de um soldado assírio no túmulo de Xerxes I em Naqsh-i Rustam

Não se sabe como Atura se organizou internamente. Uma carta aramaica enviada pelo governador do Egito no final do século V a.C. atesta a presença de oficiais aquemênidas nas cidades de Arbela, Lair, Arzuhin e Matalubaš, o que sugere que havia um certo nível de organização administrativa na região. Em Tell ed-Daim, localizado no Pequeno Zabe, a nordeste de Quircuque, um edifício administrativo aquemênida de tamanho substancial (26 por 22 metros; 85 por 72 pés), provavelmente um palácio de um governador ou oficial local, foi escavado.
Alguns anos após a carta do governador egípcio, Xenofonte, um líder militar e historiador grego, marchou com os Dez Mil por grande parte do noroeste do Império Aquemênida, incluindo a Assíria, em 401 a.C. Em seus escritos posteriores, Xenofonte forneceu um relato de testemunha ocular da região. Xenofonte descreveu a Assíria, que ele pensava ser parte da Média, como em grande parte desabitada ao sul do Grande Zabe, mas pontilhada com muitas pequenas e prósperas aldeias próximas ao Pequeno Zabe e ao norte de Nínive, especialmente no sopé do Montanhas de Tauro. Xenofonte mencionou três cidades assírias ao longo do Tigre pelo nome, embora os nomes que deu a elas pareçam ter sido inventados por ele mesmo; as cidades Lárissa (Ninrude) e Mespila (Nínive) são descritos como arruinados e desertos, mas Kainai (Assur) é descrito como grande e próspero, algo que não é aparente no registro arqueológico do local durante esse período. O uso dos nomes estranhos é desconcertante dado que autores gregos e romanos posteriores estavam cientes das localizações das antigas cidades assírias e seus nomes; nos escritos de figuras como Estrabão, Tácito e Ptolemeu, Nínive é chamada de Ninos e é conhecida por ter sido uma grande capital assíria e a região ao redor de Ninrude é apelidada de Calacena (em homenagem ao nome alternativo da cidade Kalhu). Arbela é conhecida por ter permanecido um importante centro administrativo sob o Império Aquemênida, pois relatos históricos das campanhas de Alexandre, o Grande descrevem essa cidade como a base local de operações de Dario III, o último rei do império.
Indivíduos com nomes claramente assírios são conhecidos desde os tempos aquemênidas, assim como são desde os tempos neobabilônicos, e às vezes chegaram a altos cargos no governo. Por exemplo, o secretário do filho de Ciro, o Grande, Cambises II, antes de Cambises se tornar rei, foi nomeado Pan-Assur-lumur (um nome que incorporava claramente Assur). Em termos de geopolítica, os assírios são mencionados com mais destaque no reinado de Dario, o Grande (r. 522–486 a.C.). Em 520 a.C., os assírios de Atura e da Média uniram forças em uma revolta malsucedida contra Dario, ao lado de outros povos do Império Aquemênida (incluindo os medos, elamitas e babilônios). Os assírios são então mencionados nos escritos do historiador grego quase contemporâneo Heródoto como contribuindo para a construção do palácio real de Dario em Susã de 500 a 490 a.C., com assírios da Média contribuindo com obras de ouro e vidros e assírios de Atura contribuindo com madeira.

### Domínio selêucida

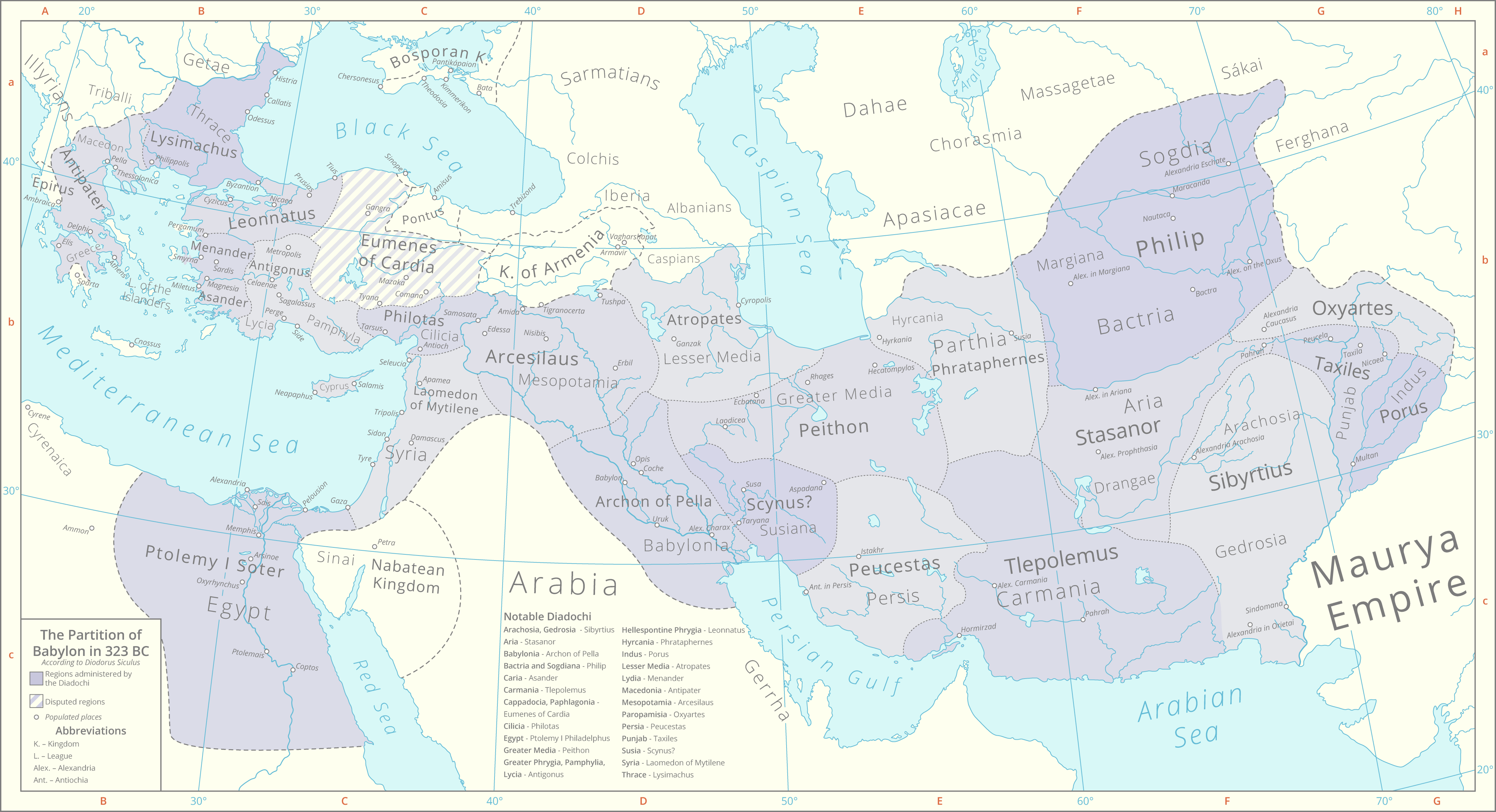
Distribuição das satrapias na Partição da Babilônia em, após a morte de Alexandre, o Grande. A maioria dessas terras acabou ficando sob o domínio do Império Selêucida.

No rescaldo da conquista do Império Aquemênida por Alexandre, o Grande, a Assíria e grande parte do resto das antigas terras aquemênidas ficaram sob o controle do Império Selêucida, fundado por Seleuco I Nicátor, um dos generais de Alexandre. Embora a Assíria estivesse localizada centralmente dentro deste império, e deve ter sido uma base significativa de poder, a região é mencionada muito raramente em fontes textuais do período. Isso talvez possa ser explicado pelo fato dos centros políticos e econômicos do Império Selêucida estarem na Babilônia fortemente urbanizada no sul, particularmente na própria cidade de Babilônia e na nova cidade de Selêucia, e na Síria no oeste, particularmente a capital ocidental do império, Antioquia. Embora os selêucidas tenham adotado uma política de helenização e muitas vezes enfatizassem sua origem helênica, eles também às vezes adotavam ou jogavam com as culturas das pessoas que governavam. Talvez como resultado disso, e do Império Selêucida governando praticamente todas as antigas terras do Império Assírio (além do Egito, que estava apenas brevemente sob controle assírio), um punhado de documentos antigos correlacionam o Império Selêucida à "Assíria".
Embora os selêucidas mantivessem as satrapias orientais de seu império basicamente as mesmas que sob o Império Aquemênida, as evidências sobreviventes sugerem que os territórios no norte da Mesopotâmia (ou seja, a Assíria) foram politicamente reorganizados. O historiador Diodoro Sículo mencionou em seus escritos que uma satrapia da Mesopotâmia (consistindo apenas na parte norte daquela região, pois a parte sul formava a satrapia da Babilônia) foi criada em 323 a.C., e menciona tanto as satrapias Mesopotâmia como Arbelitis (ou seja, a região ao redor de Arbela) em 320 a.C. Embora a Assíria permanecesse na sombra da Babilônia, a região estava longe de ser totalmente negligenciada. Ninrude foi ocupada durante todo o período selêucida, pois o local preserva vários níveis dessa época, e a presença de moedas e cerâmicas selêucidas em Assur demonstra que a antiga capital assíria também experimentou o início de um período de recrescimento. É possível que a deserta Nínive também tenha sido reassentada sob os selêucidas, uma vez que existem esculturas de figuras mitológicas gregas como o deus Hermes e o semideus Héracles conhecidas do local, bem como inscrições escritas por pessoas com nomes gregos, embora muitas dessas evidências datam do período seguinte do governo parta. Devido à aparência distinta da cerâmica selêucida, os locais ocupados durante o período selêucida são facilmente identificáveis no registro arqueológico. Levantamentos arqueológicos no norte da Mesopotâmia foram capazes de demonstrar que houve um reassentamento generalizado, embora não necessariamente muito denso, de aldeias na Assíria sob os selêucidas.
O Império Selêucida se desfez devido a conflitos internos, conflitos dinásticos e guerras com inimigos estrangeiros. Com o colapso do império, praticamente todos os seus territórios orientais foram conquistados por Mitrídates I do Império Parta entre 148 e 141 a.C. A época exata em que a Assíria ficou sob o controle dos partas não é conhecida, mas foi durante essas conquistas ou em algum momento antes de 96 a.C., quando se sabe com segurança que a região estava sob domínio parta devido a registros de acordos de fronteira entre os partas e a República Romana.

### Suserania parta

#### Organização e renovação

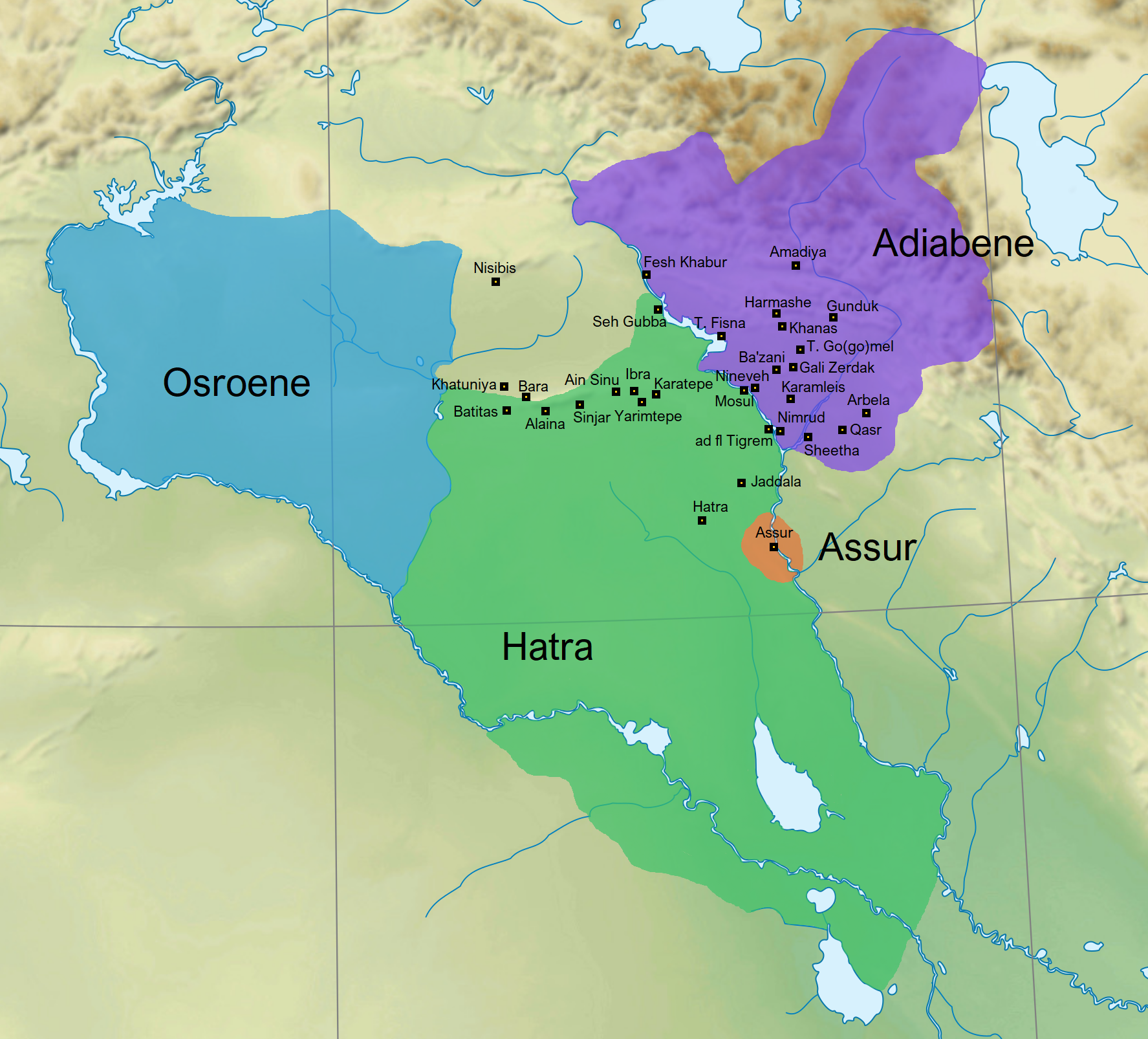
Fronteiras aproximadas dos reinos vassalos semiautônomos do norte da Mesopotâmia Osroena, Adiabena e Hatra, e a cidade-estado semiautônoma de Assur, em Osroena era um vassalo do Império Romano, enquanto os outros eram vassalos partas. Também marcados no mapa estão locais e cidades importantes no antigo coração assírio que foram ocupados durante esse período.

Sob a suserania parta, vários reinos pequenos e semi-independentes com caráter assírio e grandes populações surgiram no norte da Mesopotâmia, incluindo Osroena, Adiabena e o reino de Hatra. Esses reinos duraram até os séculos III ou IV d.C., embora fossem principalmente governados por dinastias de ascendência e cultura iraniana ou árabe. Isso não quer dizer que aspectos da antiga cultura assíria não sobrevivessem nesses novos reinos ou que os seus governantes não fossem influenciados pela população local; por exemplo, o principal deus adorado em Hatra era Samas, o antigo deus-sol da Mesopotâmia. Também existiam algumas exceções às sequências de governantes não-nativos; o nome do mais antigo conhecido rei de Adiabena, Abdissares, é claramente de origem aramaica e significa "servo de Istar". Enquanto Osroena caiu sob influência e controle romano, a maior parte da Assíria estava sob controle parta, embora dividida entre Adiabena, baseada em Arbela, e Hatra. A região permaneceu parte integrante do Império Parta até sua queda no século III d.C. Embora alguns autores romanos, como Plínio, o Velho, igualassem Adiabena à Assíria (referindo-se à Assíria como um sinônimo mais antigo de Adiabena), a maioria dos contemporâneos via Adiabena como apenas controlando a parte central da Assíria. A equação de Adiabena com a Assíria às vezes também seria feita no período sassânida posterior, quando a província sassânida Adiabena em alguns casos era chamada de "Aturia".
O lento reassentamento e recuperação da Assíria sob o Império Selêucida continuou sob o domínio parta. Ajudada por condições climáticas favoráveis e estabilidade política, essa era de recuperação culminou em um retorno sem precedentes à prosperidade e um notável renascimento sob os últimos dois séculos do domínio parta. Levantamentos arqueológicos de sítios do período parta na Assíria demonstram uma enorme densidade de assentamentos que só é comparável ao que era a região sob o Império Neoassírio. Sob os partas, intenso assentamento ocorreu em toda a Assíria, com novas aldeias sendo construídas e antigas aldeias sendo expandidas e reconstruídas.
O reassentamento selêucida e parta de Nínive envolveu a construção de casas residenciais e novos santuários e templos, com evidências arqueológicas sobreviventes de ambos. Entre os templos restaurados estavam o templo "Ezida" no monte Kuyunjik na cidade, reconstruído em seu local original e dedicado ao mesmo deus ao qual foi dedicada nos tempos antigos, Nabu. Uma inscrição é preservada deste templo, datado do domínio parta em 32/31 a.C., por um adorador grego chamado Apolofanes, que o dedicou ao estratego de Nínive, Apolônio. Evidências arqueológicas mostram que a sala do trono do antigo Palácio Sudoeste, construída pelo rei assírio Senaqueribe, foi convertida em um santuário religioso dedicado a Héracles. Chamada de Ninos em grego, Nínive esteve durante a maior parte do período parta sob o controle de Adiabena e, embora não fosse um grande centro político, a cidade manteve sua importância local como um assentamento de mercado ao longo do rio Tigre durante todo esse período. Nínive era relativamente helenizada, com sua população adorando divindades sincretistas greco-mesopotâmicas e muitos sendo capazes de falar grego, mas a língua predominante na cidade e no campo circundante provavelmente permaneceu o aramaico.

#### Assur parta

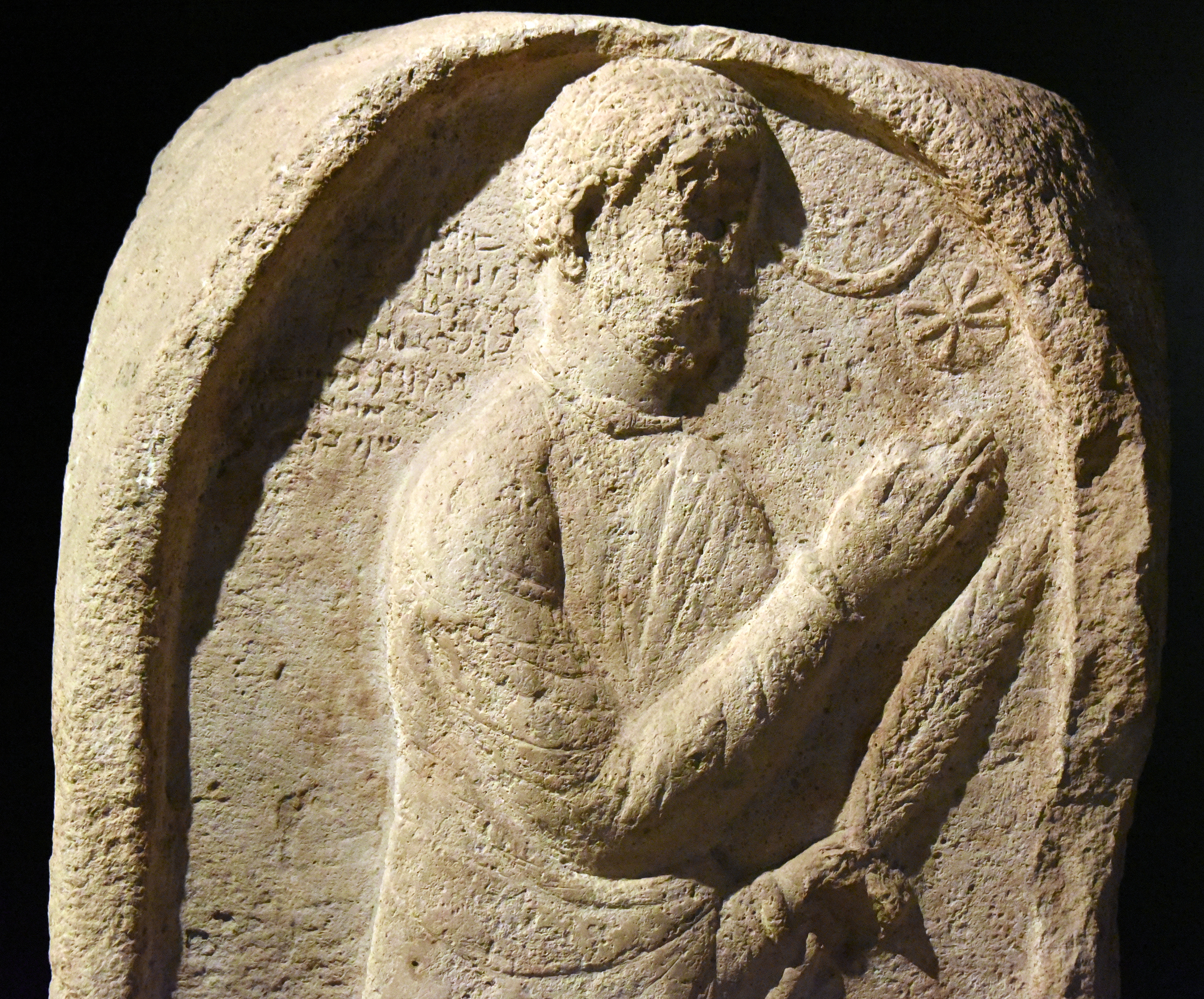
Detalhe de uma estela no estilo das estelas reais neoassírias erguidas em Assur no (sob o domínio parta) pelo governante local Rʻuth-Assor

Assur, talvez agora conhecido sob o nome Labbana (derivado de Libbali, "coração da cidade", o antigo nome assírio para o bairro do templo da cidade) floresceu sob o domínio parta, com muitos edifícios sendo reparados ou construídos do zero. De acordo com o historiador Peter Haider, "após a conquista parta da Mesopotâmia, Assur voltou à vida". Por volta ou logo após o final do século II a.C., a cidade pode ter se tornado a capital de seu próprio pequeno reino semi-autônomo, quer sob a suserania de Hatra, ou sob suserania direta parta. Entre os edifícios construídos estava um novo palácio local, apelidado de "Palácio Parta" pelos historiadores. Ao todo, os edifícios construídos no período parta cobrem cerca de dois terços da área da cidade como era nos tempos neoassírios. As estelas erguidas pelos governantes locais de Assur nesta época se assemelham às estelas erguidas pelos reis neoassírios, embora os governantes sejam retratados em trajes de estilo parta em vez de trajes antigos. Os governantes usaram o título maryo de Assur ("mestre de Assur") e parecem ter se visto como continuando a antiga tradição real assíria. Estas estelas mantêm a forma, enquadramento e colocação (muitas vezes nos portões da cidade) das estelas erguidas sob os antigos reis e também retratam a figura central em reverência à lua e ao sol, um motivo sempre presente nas antigas estelas reais.

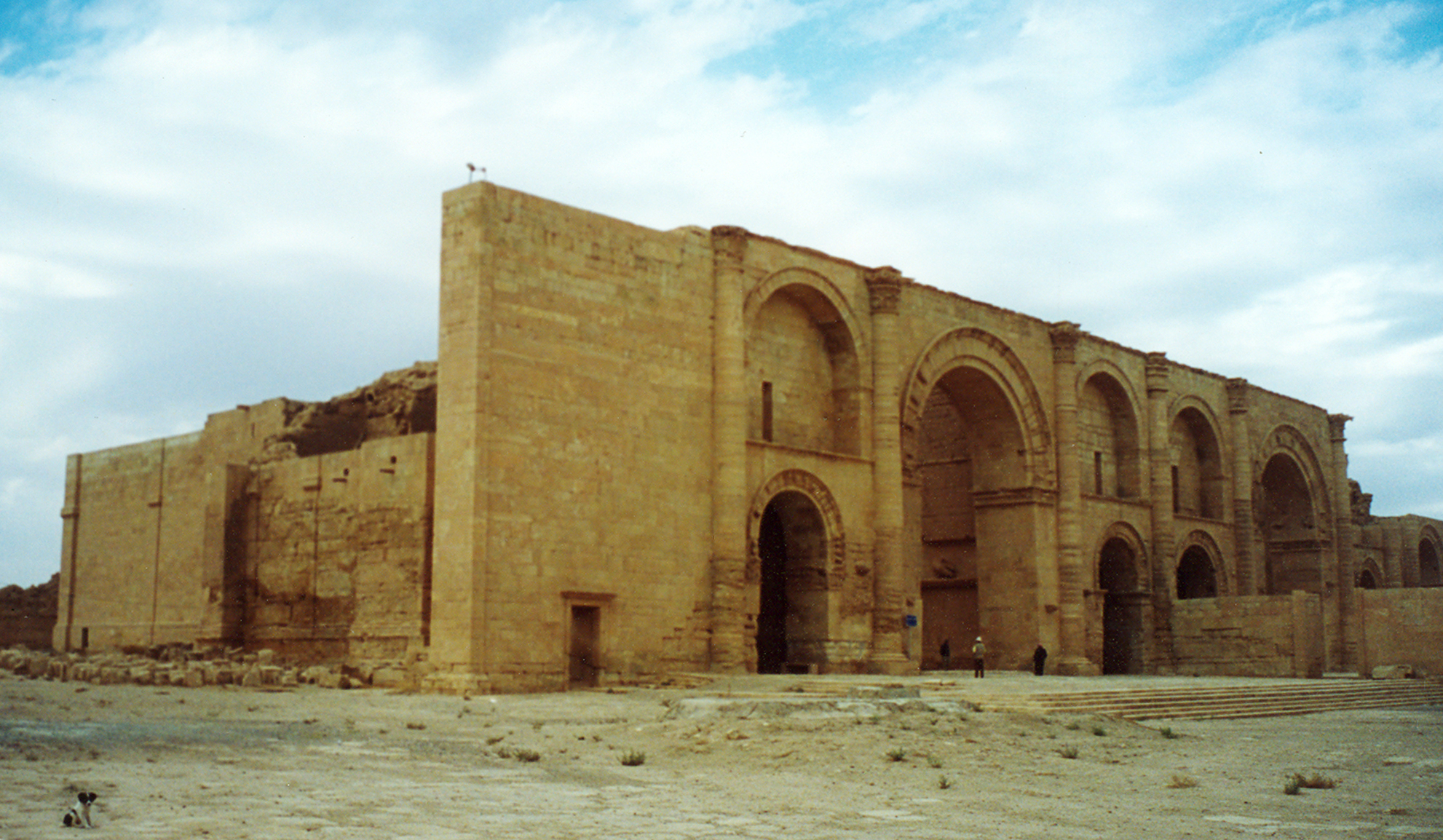
Os Grandes Iwans em Hatra. O templo reconstruído do deus Assur na cidade de Assur era provavelmente semelhante a este edifício em aparência e tamanho.

O antigo templo dedicado ao deus Assur foi restaurado pela segunda vez no século II d.C. Embora o adorno dos edifícios reflita um certo caráter helenístico, seu design também lembra os antigos edifícios assírios e babilônicos, com algumas influências partas. Nomes pessoais em Assur neste momento se assemelham muito a nomes pessoais do período neoassírio, com indivíduos como Qib-Assor ("comando de Assur"), Assor-tares ("juízes de Assur") e mesmo Assor-heden ("Assur deu um irmão", uma versão tardia do nome Aššur-aḫu-iddina, ou seja, Assaradão). Fontes hagiográficas cristãs síriacas posteriores demonstram que a população assíria do período parta tinha grande orgulho de sua ascendência assíria, com alguns entre a nobreza local alegando descendência dos antigos reis assírios.
Em 220 d.C., Artaxes I dos sassânidas, rei de Pérsis, rebelou-se contra os partas e em 226, conseguiu capturar a capital imperial de Ctesifonte. Os estados vassalos partas permaneceram apenas por um tempo na Assíria e na Armênia. O rei de Hatra, Sanatruces II, repeliu um ataque sassânida em 228/229, mas Hatra foi derrotado e conquistado por Artaxes em 240/241, após um cerco de dois anos. Artaxes destruiu Hatra, e as guerras também causaram um despovoamento da região circundante. A última era de ouro da Assíria chegou ao fim com o saque sassânida de Assur, ocorrido durante a primeira campanha de Artaxes contra Hatra em 228/229, ou na campanha posterior em c. 240. Durante o saque, o templo do deus Assur foi destruído novamente e a população da cidade foi dispersada. Tendo sido firmemente ligado a cidade de Assur e o deus Assur desde a fundação de sua civilização, a destruição final do templo do deus Assur, mais de 800 anos após a queda do Império Neoassírio, representou o fim definitivo da outrora poderosa e antiga civilização assíria. O povo assírio sobreviveu a este fim final e permanece uma minoria étnica na região e em outros lugares até hoje.

## Evidências arqueológicas

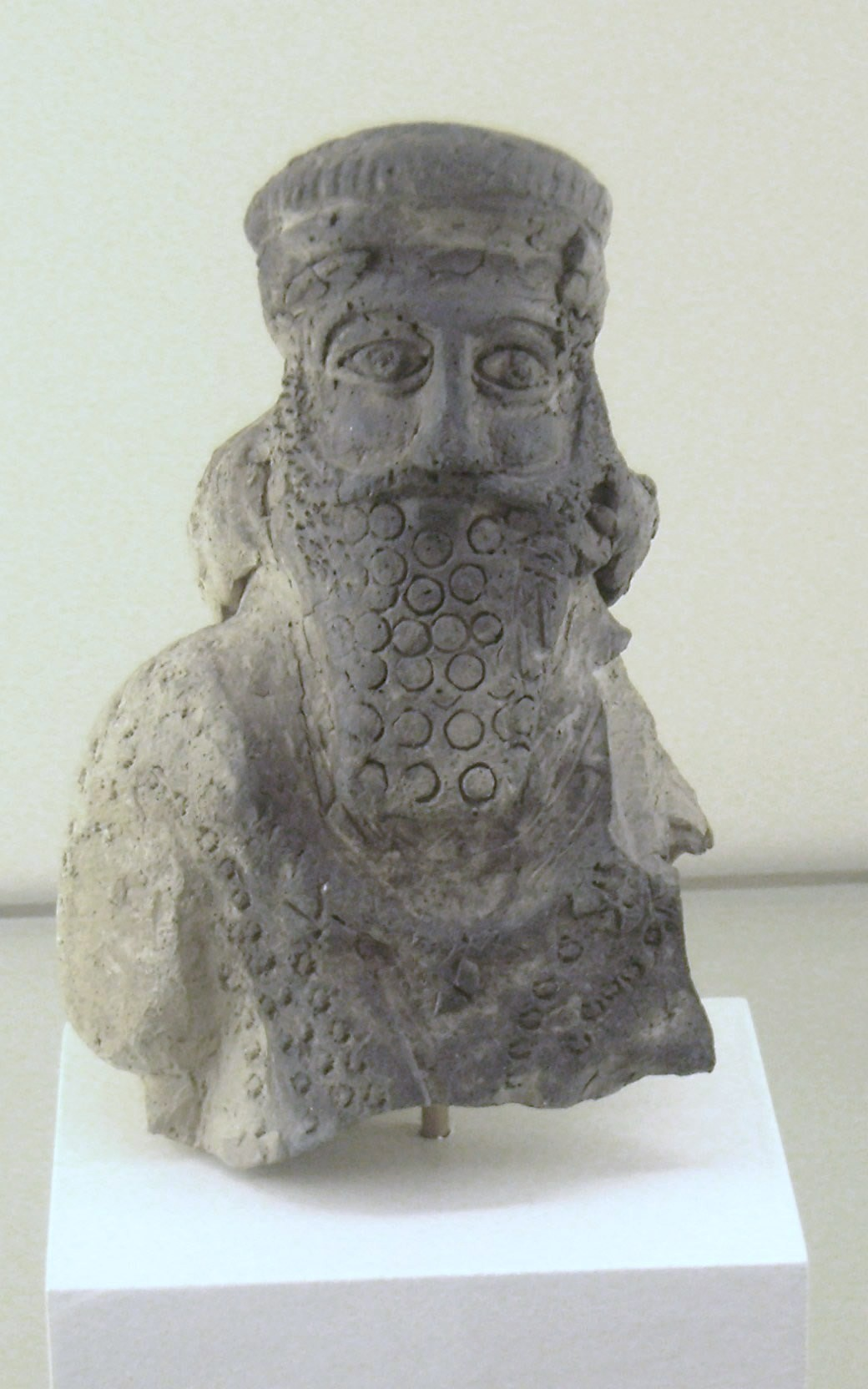
Figura de terracota de um rei parta, encontrada em Assur

Os períodos de domínio babilônico e aquemênida sobre a Assíria são os mais escassos quando se trata de fontes sobreviventes e evidências arqueológicas. Não há evidência arqueológica, além das evidências limitadas de Dur-Katlimmu (que atestam apenas algumas décadas de ocupação no máximo), de que algum dos antigos palácios assírios tenha sido novamente usado como sede oficial do governo após a queda do Império Neoassírio. Algumas evidências arqueológicas indicam que Assur foi reconstruída em uma escala muito menor no período neobabilônico, com apenas algumas estruturas menores de caráter babilônico conhecidas. Evidências de ocupação de alguns sítios foram descobertas, como os escassos achados arqueológicos que indicam trabalhos de reparação e a construção de pequenas casas e oficinas em Ninrude, Dur Sarruquim e Assur nos períodos neobabilônico e aquemênida. Também é conhecida uma pequena coleção de textos cuneiformes da Assur neobabilônica, que, entre outras coisas, demonstra que os ourives eram ativos na cidade.
A evidência arqueológica também é escassa do período selêucida e consiste principalmente em moedas e tipos característicos de cerâmica selêucida, como tigelas e eclissas com bordas curvas. Os achados arqueológicos assírios mais extensos do período pós-imperial são da época do domínio parta sobre a região. Em Assur, foram encontradas muitas inscrições aramaicas do período parta, bem como ruínas de santuários e áreas residenciais. A Assur parta em muitos aspectos era uma combinação do antigo e do novo, com vários templos assírios antigos reconstruídos em cima de suas antigas fundações, embora com elementos estilísticos combinando antigos estilos arquitetônicos mesopotâmicos nativos e novos partas. Exatamente em cima do antigo templo dedicado ao deus Assur, um templo tripartido foi construído no período parta. Em forma e tamanho, este novo templo provavelmente era semelhante ao Grande Iwans em Hatra, uma poderosa estrutura de templo. As ruínas das casas pessoais indicam que seguiam os projetos partas. Os partas reconstruíram até mesmo a antiga casa de festas assíria, exatamente de acordo com seu plano original.

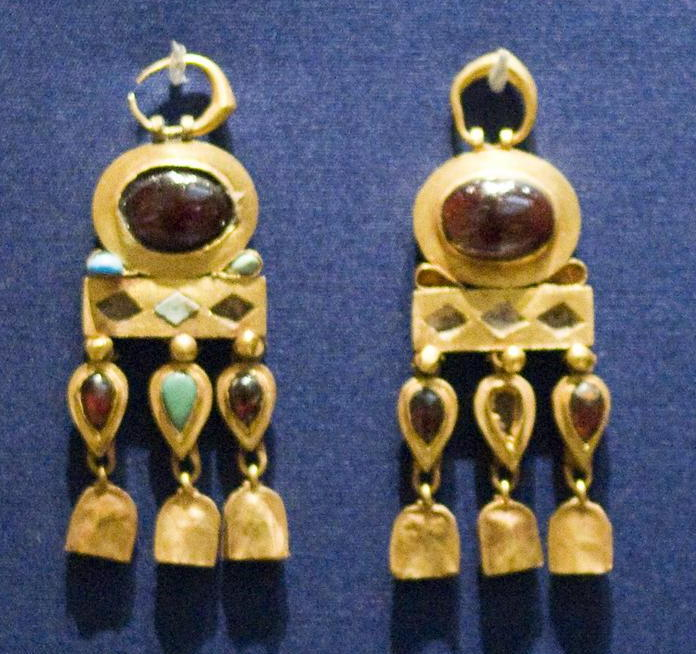
Joias partas encontradas em Nínive

A maioria dos achados arqueológicos da Nínive selêucida e parta são do monte Kuyunjik, com o conhecimento de grande parte da cidade baixa em si derivada apenas de um pequeno número de descobertas casuais. Entre essas descobertas casuais estão os restos de um altar dedicado ao estratego Apolônio e um templo dedicado ao deus Hermes, além de vestígios de sepulturas. O monte Kuyunjik estava evidentemente coberto de construções substanciais, cujos vestígios foram descobertos na forma de suas fundações de pedra e fragmentos variados. Grandes templos foram construídos e mantidos sob os selêucidas e partas, e várias estátuas em estilo grego e parta, a maioria fragmentária, mas um punhado intacto, foram encontradas. Entre as descobertas mais famosas de Kuyunjik está uma estátua bem preservada de Herakles Epitrapezios (um aspecto ou epíteto do semideus Herácles). Além de grandes templos, o monte Kuyunjik também era coberto por edifícios residenciais menores, evidentes pela presença de um grande número de pequenos objetos, incluindo estatuetas e cerâmica. Como Nínive estava localizada mais perto da fronteira com o Império Romano do que Assur, frequentemente entrava em contato com o mundo romano, tanto pelo comércio quanto por expedições romanas invadindo ou saqueando a região. As moedas de prata partas e romanas são conhecidas do local. Equipamento militar romano, incluindo um cinto e um conjunto de capacetes, também foram encontrados em Nínive, provavelmente perdidos na confusão da guerra.

## Linguagem
A língua oficial do Império Assírio era o dialeto assírio da língua acádia. O uso desta língua já estava se tornando mais restrito nos tempos neoassírios devido ao crescimento do aramaico. Nas últimas décadas do Império Neoassírio, o aramaico era a principal língua falada do império. Apesar dos séculos de domínio estrangeiro e da influência de línguas estrangeiras como o grego, a língua predominante nas cidades e campos da Assíria provavelmente permaneceu aramaico durante todo o período pós-imperial. O dialeto assírio da própria língua acádia permaneceu em uso por algum tempo após a queda do Império Assírio, embora em uma capacidade muito restrita, provavelmente não se extinguindo até o final do século VI a.C.
A língua comumente falada pelos assírios modernos, suret, lembra muito pouco o acádio e é, em vez disso, uma língua neoaramaica, descendente dos dialetos aramaicos do período pós-imperial. O aramaico moderno mantém alguma influência acádia antiga, pois existem vários exemplos conhecidos de palavras emprestadas acádias nos dialetos aramaicos antigos e modernos. A língua siríaca, um dialeto aramaico hoje usado principalmente na língua litúrgica, tem pelo menos quatorze palavras emprestadas exclusivas (ou seja, não atestadas em outros dialetos) do acádio, incluindo nove dos quais são claramente do antigo dialeto assírio (seis dos quais são termos arquitetônicos ou topográficos).

## Religião

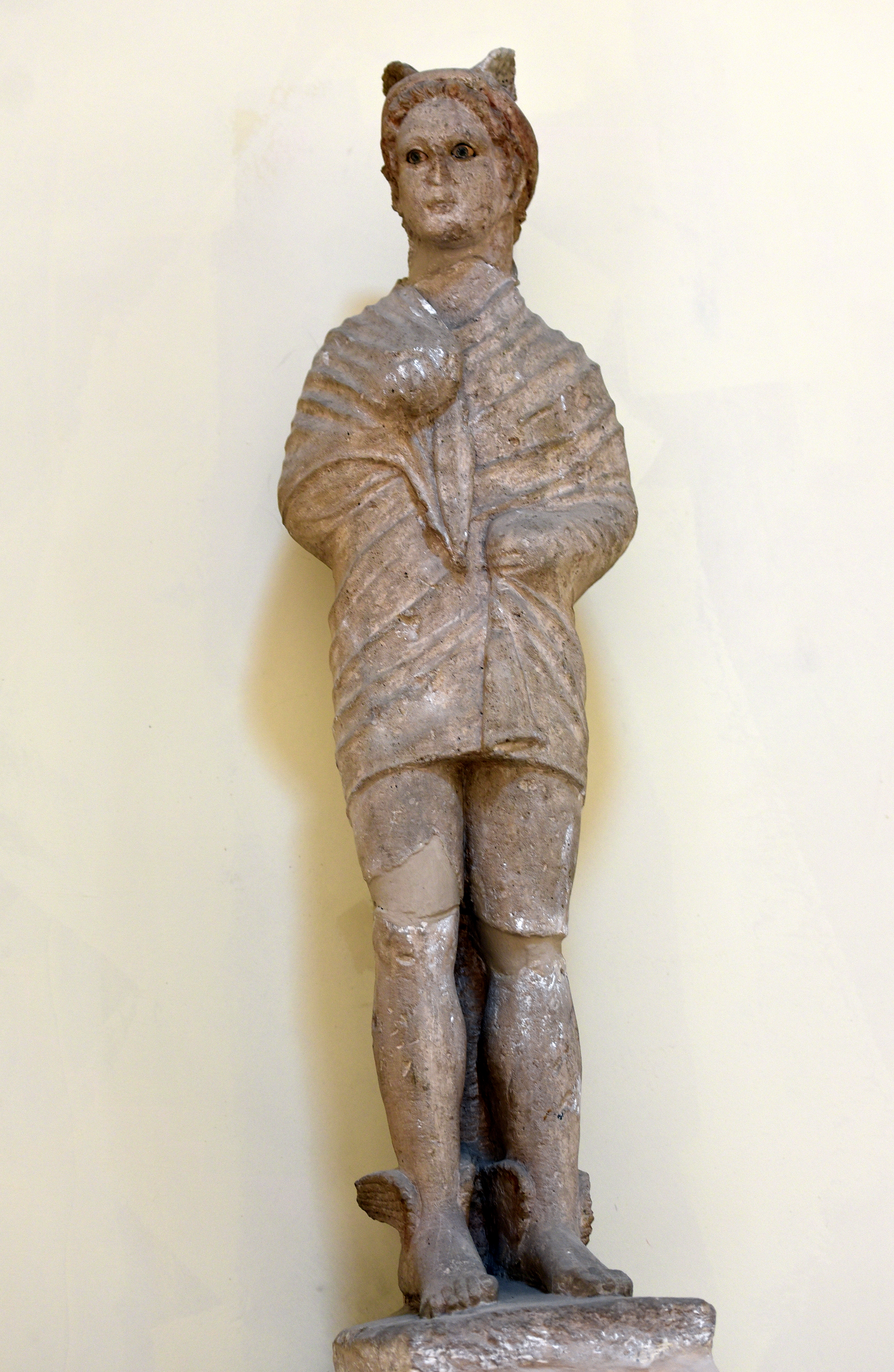
Estátua do século II a.C. do deus grego antigo Hermes, encontrada em Nínive

Os assírios em Assur continuaram a seguir a antiga religião mesopotâmica no período pós-imperial e continuaram a venerar especialmente sua divindade nacional, o deus Assur. Em muitas outras partes do norte da Mesopotâmia, as tradições religiosas rapidamente divergiram e se desenvolveram em diferentes direções. Em particular, houve desde a época do domínio selêucida em diante uma influência significativa da religião grega antiga, com muitas divindades gregas se tornando sincretizadas com divindades mesopotâmicas. Houve também alguma influência do judaísmo, dado que os reis de Adiabena se converteram ao judaísmo no século I d.C. Embora fora da Assíria propriamente dita, as escavações das seções da era parta do local próximo de Dura Europo encontraram um templo com um arranjo diversificado de divindades, uma igreja cristã e uma sinagoga judaica, todos datados do século III d.C. Essa complexidade religiosa e cultural provavelmente também se refletiu na Assíria, já que agora era uma região de fronteira entre os impérios romano e parta.
Em Assur, tanto os deuses antigos quanto os novos eram adorados. O mais importante era Assur, nos tempos partas conhecido como Assor ou Asor, cujo culto era realizado da mesma forma que nos tempos antigos, por um calendário cultual efetivamente idêntico ao usado sob o Império Neoassírio. Como as inscrições pessoais nos templos de Assur frequentemente mencionam o mês de Nisan (o primeiro mês do ano), é evidente que o tradicional festival mesopotâmico Aquitu (celebrado neste mês) continuou a ser celebrado. Um dos templos construídos no período parta incluía em sua sala de culto uma estela em alto relevo representando o semideus Herácles com uma pele de leão sobre o braço esquerdo e apoiando a mão direita em um porrete. Com base em evidências de Hatra e Palmira, Herácles provavelmente foi identificado com a divindade semítica da fortuna, Gade. Também é evidente que Herácles foi identificado na Mesopotâmia com o deus Nergal, como atestado por inscrições encontradas em outros lugares e por inscrições do período parta em Assur mencionando Nergal, mas não Herácles. Grafites e inscrições rabiscadas no chão e nas paredes do reconstruído templo parta de Assur indicam que as divindades mais importantes eram Assur e sua consorte Serua, uma vez que são as mais frequentemente mencionadas. Outras divindades que são mencionadas, embora com menos frequência, incluem Nabu e Nane ("a filha de Bel"). O deus Bel, de outra forma principalmente uma divindade babilônica, também era adorado em seu próprio templo na cidade. As inscrições, templos, celebração continuada de festivais e a riqueza de elementos teofóricos (nomes divinos) em nomes pessoais do período parta ilustram uma forte continuidade de tradições, e que as divindades mais importantes da antiga Assíria ainda eram cultuadas em Assur há mais de 800 anos após o Império Assírio ter sido destruído.
As práticas religiosas na vizinha Nínive durante os tempos partas diferiam consideravelmente das de Assur. Enquanto as divindades adoradas em Assur eram principalmente antigas da Mesopotâmia (além de Herácles-Nergal), as divindades adoradas em Nínive eram quase todas figuras sincretistas ou importadas. Essas figuras incluíam o sincretista Apolo-Nabu, Herácles-Gade e Zeus-Bel, bem como o deus grego importado Hermes e as divindades egípcias importadas Ísis e Serápis.
Não está claro quando exatamente os assírios foram cristianizados pela primeira vez, mas Arbela foi um importante centro cristão primitivo. De acordo com a posterior Crônica de Arbela, Arbela tornou-se a sede de um bispo já em 100 d.C., mas a confiabilidade deste documento é questionada entre os estudiosos. No entanto, sabe-se que tanto Arbela quanto Quircuque serviram mais tarde como importantes centros cristãos nos períodos sassânidas e islâmicos posteriores. A partir do século III, fica claro que o cristianismo estava se tornando a principal religião da região, com o deus cristão substituindo as antigas divindades mesopotâmicas, incluindo Assur, que havia acabado de experimentar um período notável de avivamento. A antiga religião mesopotâmica persistiu em alguns lugares por muito mais tempo, como como em Harã até pelo menos o século X e em Mardin até o século XVIII.